# Hanjuang
Hanjuang is een bestuurslaag in het regentschap Garut van de provincie West-Java, Indonesië. Hanjuang telt 6145 inwoners (volkstelling 2010).